# Pseudaega secunda
Pseudaega secunda là một loài chân đều trong họ Cirolanidae. Loài này được Jansen miêu tả khoa học năm 1978.